# Юда бен Соломон Тайтацак
Юда бен Соломон Тайтазак (на иврит: יהודה בן שלמה טאיטאצק) е еврейски писател, талмудист и равин.

## Биография
Юда бен Соломон Тайтазак е роден в сефарадско семейство, брат е на Йосиф бен Соломон Тайтацак. Живее в XV и XVI век в Солун, тогава в Османската империя. Става равин. Автор е на „Шерит Юда“ (Солун 1599 - 1600 година), коментирайки и допълвайки основния труд на средновековното еврейско канонично право „Бет Йосеф“ на Йосиф Каро, която на свой ред е коментар на „Арба Турим“ на Яков бен Ашер.